# راينبوته
راينبوته (بالألمانية: Rheinbote) (مرسال الراين) هو صاروخ باليستي ألماني قصير المدى طورته شركة راينميتال بورسيج في برلين مارينفيلده خلال الحرب العالمية الثانية. وكان الهدف منه استبدال المدفعية ذات العيار الكبير أو على الأقل أن يكون مكملًا لها عبر توفير الدعم الناري على مسافات طويلة في شكل يمكن نقله بسهولة.

## التاريخ
إن إحدى المشاكل التي تواجه الجيش الألماني، وأي قوة عسكرية متنقلة، هي وزن قطع المدفعية، والأهم من ذلك، إمدادات الذخيرة الخاصة بها. كان الهدف من صواريخ ساحة المعركة هو مواجهة هذه المشاكل، مما أدى إلى تطوير صاروخ راينبوته. كان راينبوته خليفة صاروخ راينتوختر السابق.
طُور صاروخ راينبوته في عام 1943 بواسطة شركة راينميتال بورسيج، وكان صاروخًا يعمل بالوقود الصلب بأربع مراحل، وكان الصاروخ الباليستي الوحيد طويل المدى الذي دخل الخدمة في ساحة المعركة في الحرب العالمية الثانية. أجريت الرحلات التجريبية الأولى في ذلك العام. أجريت العديد من التغييرات على النظام، لكن التصميم الأساسي ظل كما هو. لقد بلغ قياسه 11.4 م (37 قدم 5 بوصة)، مع زعانف في الذيل ومجموعة واحدة من الزعانف الإضافية في كل مرحلة. كان الدافع مزيجًا من ثنائي نترات ثنائي الجليكول، مما مكّن نماذج الاختبار من تحقيق سرعة 6,800 كم/س (4,200 ميل/س؛ 3,700 عقدة)، ما جعله أسرع صاروخ في تلك الفترة.
حمل راينبوته رأسًا حربيًّا وزنه 40 كـغ (88 رطل) (2.3% فقط من الوزن الإجمالي للصاروخ) إلى ارتفاع 78,000 م (256,000 قدم)، لنطاق فعال يبلغ 160 كـم (99 ميل؛ 86 nmi)؛ وصل إلى أكثر من 220 كـم (140 ميل؛ 120 nmi) في الاختبار. بالنسبة للمدى الأقصر، يمكن إزالة بعض المراحل. أُطلق من سكة حديدية بسيطة على مقطورة متحركة، بناءً على تلك المستخدمة لنقل في-2. كما تم استخدام عربات معدلة لمدافع عيار 88 ملم. كان الهدف ببساطة هو توجيه المقطورة ورفع منصة الإطلاق، وهي طريقة غير مضمونة الدقة.
تم بناء ما يزيد عن 220 صاروخ، مع استخدام أكثر من 200 منها ضد ميناء أنتويرب البلجيكي بين نوفمبر 1944 ونهاية الحرب. ولم تتسبب إلا في أضرار محدودة في مناطق صغيرة غير متوقعة من المدينة.
وأُطلقت بعض الصواريخ من مواقع قريبة من مدينة نونسبيت في هولندا.
ظل مفهوم الصواريخ المدفعية بعيدة المدى في ساحة المعركة غير متطور بعد الحرب. حتى صاروخ راينبوته لم يستخدم في دوره المقصود، بل كنسخة أصغر من صاروخ في-2 في الدور الاستراتيجي، حيث كان رأسه الحربي عديم الفائدة بشكل أساسي بسبب دقته الضعيفة، وحجمه الصغير، وفتيله، لأنه كان يميل إلى دفن نفسه في الأرض قبل الانفجار.
بعد الحرب، استولى الاتحاد السوفيتي على التصميم.

## التصميم
كان راينبوته صاروخًا يعمل بالوقود الصلب بأربع مراحل. يبلغ طوله الجسم النحيف 11.4 م (37 قدم) ويمكنه حمل حمولة صغيرة نسبيًا لمسافة تبلغ حوالي 200 كـم (120 ميل) . أُشعلت كل مرحلة من المراحل الأربع على التوالي، حيث تعمل المرحلة الأولى على رفع الصاروخ عن الأرض، والمرحلتان الثانية والثالثة على رفعه إلى أعلى، والمرحلة الرابعة على رفعه إلى أقصى ارتفاع له. كان صاروخًا باليستيًّا ذا دقة منخفضة نسبيًّا. عند التفجير لم ينتج الرأس الحربي أي ضرر شظوي وأحدث حفرة لا يزيد حجمها عن 1.5 م (4.9 قدم). تبين أن دقة راينبوته مستحيلة الحساب بعد الاختبارات، لأن الحفر أثبتت أنها صغيرة جدًّا بحيث يصعب العثور عليها.

## المواصفات
- الوظيفة الأساسية: دعم المدفعية
- المقاول: راينميتال-بورسيج
- مصدر الوقود: صاروخ يعمل بالوقود الصلب ثنائي الجليكول ثنائي النترات
- الطول: 11.4 م (37 قدم 5 بوصة) [4]
- القطر:
- باع الجناح:
- وزن الإطلاق: 1,709 كـغ (3,768 رطل) [5]
- السرعة: 6,800 كم/س (4,200 ميل/س؛ 3,700 عقدة)
- رأس حربي: 40 كـغ (88 رطل)
- المدى: 160 كـم (99 ميل؛ 86 nmi) (فعال)؛ 220 كـم (140 ميل؛ 120 nmi) (الحد الأقصى)
- الصمامات:
- تكلفة الوحدة:
- تاريخ النشر: نوفمبر 1944
- المستخدمون: ألمانيا

## الاستشهادات
1. ↑  Ford, Brian J., Secret Weapons, Osprey Publishing, 2011, p.84, (ردمك 978 1 84908 390 4)
2. 1 2 3 4 5
3. ↑  Hogg، Ian V (1999). German Secret Weapons of the Second World War. Greenhill Books. ص. 161. ISBN:1-85367-325-0.
4. ↑  Christopher, p.137, suggests the missile's weight was nearer 615 كـغ (1,356 رطل).